# Boșivka, Burîn
Boșivka (în ucraineană Бошівка) este un sat în comuna Mîkolaiivka din raionul Burîn, regiunea Sumî, Ucraina.

## Demografie
Componența lingvistică a localității Boșivka
     Ucraineană (99,36%)
     Alte limbi (0,64%)
Conform recensământului din 2001, majoritatea populației localității Boșivka era vorbitoare de ucraineană (99,36%), existând în minoritate și vorbitori de alte limbi.